# Nantes (São Paulo)
Pour les articles homonymes, voir Nantes (homonymie).
Nantes est une ville brésilienne de l'État de São Paulo. Elle se situe à l'est de São Paulo à une altitude de 418 mètres. Au 1er juillet 2008, sa population était estimée à 2 627 habitants.
La municipalité a une superficie totale de 285,4 km².